# Augustin Saint-Hilaire

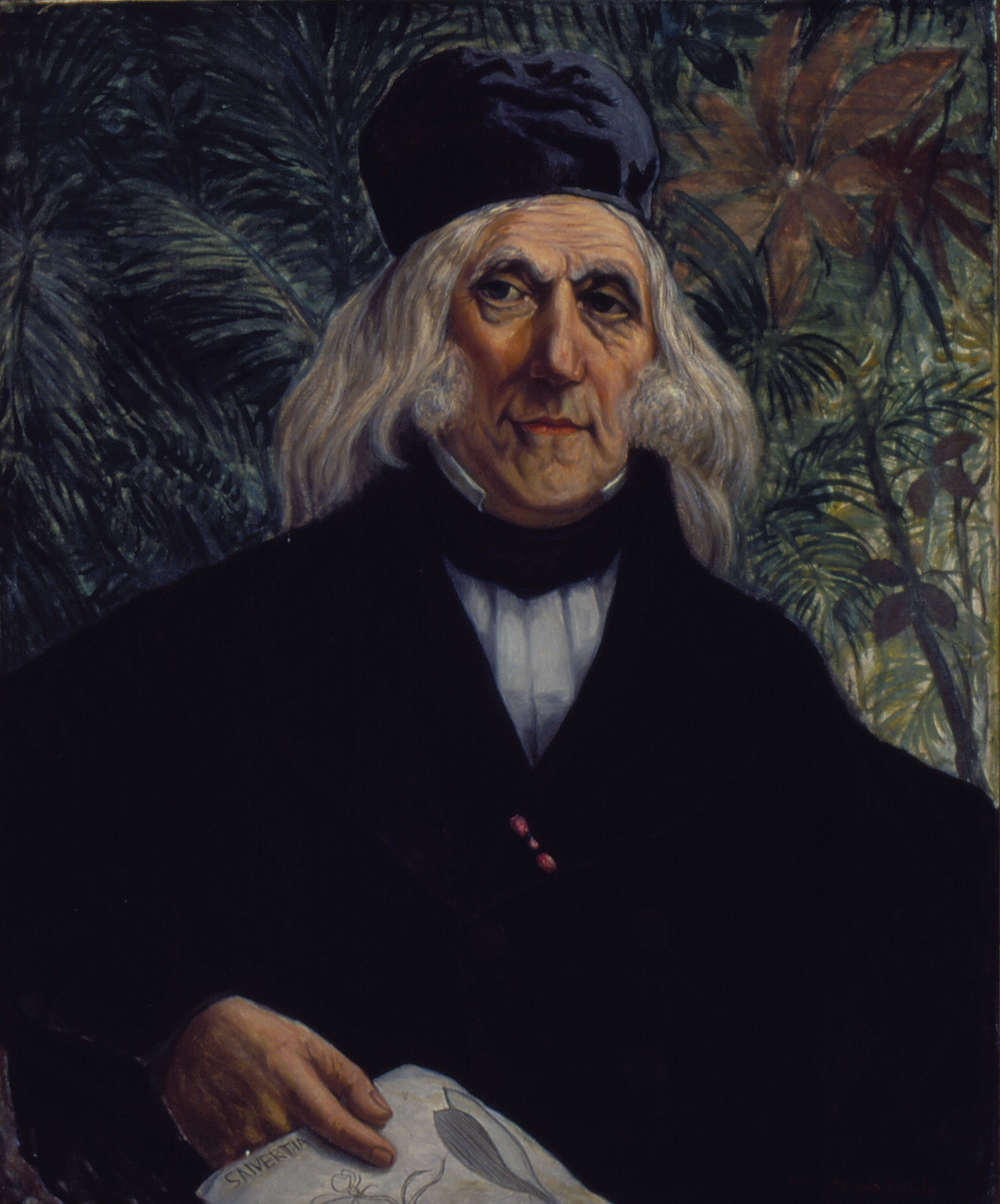
Chân dung Augustin Saint-Hilaire

Augustin François César Prouvençal de Saint-Hilaire (4 tháng 10 năm 1779  –  3 tháng 9 năm 1853) là nhà thực vật học và nhà thám hiểm người Pháp, được sinh ra tại Orléans, Pháp. Có một năng lực quan sát sắc sảo, ông được ghi nhận với những khám phá quan trọng trong thực vật học, đáng chú ý là định hướng của rễ mầm trong túi phôi và vị trí đính của một số noãn đôi. Ông cũng mô tả hai họ Paronychiae và Tamariscinae cũng như nhiều chi và loài khác.

## Tiểu sử
Augustin bắt đầu xuất bản hồi ký về các chủ đề thực vật từ khi còn nhỏ. Từ năm 1816 đến 1822 và một lần nữa vào năm 1830, ông thám hiểm ở Nam Mỹ, đặc biệt là ở miền nam và miền trung Brasil. Kết quả nghiên cứu về hệ thực vật phong phú của các khu vực mà ông đi qua đã xuất hiện trong một số cuốn sách và nhiều bài báo trên các tạp chí khoa học.
Trong chuyến đi đầu tiên của mình, từ năm 1816 đến 1822, ông đã khám phá vùng đất Brazil, viễn du khoảng 9.000 km, từ Đông Nam Brasil đến sông La Plata, bao gồm cả tỉnh Cisplatina (Uruguay) trước đây. Ông đã thu thập 24.000 mẫu thực vật, với 6.000 loài, 2.000 loài chim, 16.000 côn trùng và 135 động vật có vú, cùng với nhiều loài bò sát, động vật thân mềm và cá. Hầu hết các loài này chưa từng được mô tả. Trong những năm tiếp theo, ông dành hết thời gian cho việc nghiên cứu, phân loại, mô tả và xuất bản các tài liệu khổng lồ này, nhưng ông bị suy yếu đáng kể vì bệnh nhiệt đới mắc phải trong các chuyến đi xa. Năm 1819, ông được bổ nhiệm làm phóng viên của Académie des Sciences. Ông đã được trao tặng Bắc Đẩu Bội tinh ở cấp độ của Chevalier và Huân chương Chúa Kitô của Bồ Đào Nha.

## Công trình khoa học
Các tác phẩm của Augustin được biết đến nhiều nhất là Flora Brasíe Meridionalis trong ba tập (1825–1832), được xuất bản cùng với Adrien de Jussieu và Jacques Cambessèdes, và được minh họa bởi Pierre Jean François Turpin; Histoire des Plantes les plus Remarquables du Brésil et du Paraguay (1824), Plantes Usuélles des Brésiliens (1827, và Voyage Dans le District des Diamants et sur le littoral du Brésil, trong hai tập (1833). Tác phẩm Leçons de Botanique, Comprénant Principalement la Morphologie Végetale (1840) của ông là một công trình toàn diện về hình thái thực vật và ứng dụng của nó vào phân loại thực vật. Luận án tiến sĩ của Charles Naudin cũng được ông hướng dẫn thành công năm 1842. Ông qua đời tại Orleans vào ngày 3 tháng 9 năm 1853.

### Tác phẩm tiêu biểu
- Saint-Hilaire, A.F.C.P (1824). "Indication abrégée des plantes de la flore du Brésil méridional, qui appartiennent au groupe des Droséracées, des Violacées, des Cistées et des Frankeniées". Annales des Sciences Naturelles (bằng tiếng La-tinh). Quyển 2. tr. 248––255.
- Saint-Hilaire, Auguste (1824). "Tableau monographique des plantes de la flore du Brésil méridional appartenant au groupe (classe Br.) qui comprend qui comprend les Droséracées, les Violacées, les Cistinées et les Frankenicées: Violacées". Annales du museum national d'histoire naturelle (bằng tiếng Pháp). Quyển 72. tr. 445–498.